# Nutná obrana
Nutná obrana je takové jednání, kterým je odvracen přímo hrozící, nebo trvající útok na zákonem chráněný zájem nebo na určité subjektivní právo.

## Nutná obrana v trestním právu
V trestním právu patří nutná obrana mezi okolnosti vylučující protiprávnost, protože čin, který by jinak byl trestný a kterým někdo odvrací přímo hrozící nebo trvající útok na zájem, který chrání trestní zákoník, není trestným činem. Obrana ale nesmí být zcela zjevně nepřiměřená způsobu útoku, jinak o nutnou obranu nepůjde.
Nutná obrana se nevztahuje jen na situace, kdy se obránce brání útočníkovi, ale platí i tehdy, kdy někdo brání jiného napadeného. Nemusí jít dokonce ani o útok na osobu, nutnou obranu lze vést například i proti útoku na majetek (krádež, poškození cizí věci, apod.) Vždy však musí jít o buď bezprostředně hrozící útok, nebo o útok, který zatím trvá. Pokud obránce zasáhne proti útočníkovi v době, kdy jeho útok již skončil, nemůže se už jednat o nutnou obranu. Obrana zároveň nesmí být v hrubém nepoměru ke způsobu daného útoku. Může sice být důraznější než útok, někdy i musí, aby byla skutečně účinná (může být tedy nepřiměřená, dokonce z definice i zjevně nepřiměřená), nikoli však jej řádově přesahující (tedy zcela zjevně nepřiměřená). Při posuzování nutné obrany se nepřihlíží ke způsobeným následkům, ale pouze ke zvolenému způsobu vedení obrany.
Teorie trestního práva rozlišuje dva typy vybočení z mezí nutné obrany, tzv. exces:
1. exces extenzivní – obranné jednání je provedeno v době, kdy útok ještě bezprostředně nehrozí, nebo již byl ukončen,
2. exces intenzivní – obrana byla zcela zjevně nepřiměřená způsobu útoku.

Putativní nutná obrana popisuje situaci, kdy je útok pouze v mylné představě jednající osoby obránce, tedy jde o útok domnělý. Příkladem může být kolemjdoucí jež vidí, jak muž hrozí ženě střelnou zbraní, neváhá tedy a zakročí, netuší však, že šlo o zkoušku filmového natáčení. Takový čin se následně posuzuje podle zásad o skutkovém omylu.
Nad přípustností nutné obrany jsou vedeny rozsáhlé odborné i mediální polemiky. Právní praxe např. zastává názor, že není přípustnou nutnou obranou, jestliže obránce postřelí pachatele, který již dokonal loupežné přepadení a prchá s kořistí. Podobně byla zpochybňována legitimita použití střelné zbraně, pokud útočník jedná neozbrojen nebo není jasné, zda a jakou zbraň má k disposici. V posledních letech [zdroj?] se však praxe soudů přiklonila na stranu extenzivního výkladu institutu nutné obrany a aprobuje i taková jednání, která by dříve byla posuzována jako trestný čin. Přesto však zůstává řada nejasností.[zdroj?] Tyto nejasnosti lze odstranit [zdroj?] až posouzením reálných možností obránce ze zorného úhlu sindefendologie, nauky o sebeobraně.

## Nutná obrana v přestupkovém právu
Ten, kdo odvrací přímo hrozící nebo trvající útok na zájem chráněný zákonem, přestupek nespáchá, ledaže jeho obrana byla zcela zjevně nepřiměřená způsobu útoku.

## Nutná obrana v soukromém právu
Jestliže někdo od sebe, ale i od třetí osoby, odvrátí bezprostředně hrozící nebo trvající protiprávní útok, není povinen nahradit způsobenou újmu, ledaže obrana byla zcela zjevně nepřiměřená nebo hrozila-li původně jen nepatrná újma.